# Campionato europeo femminile di pallacanestro 1952
Il 3º Campionato Europeo Femminile di Pallacanestro FIBA si è svolto a Mosca, in Unione Sovietica dal 18 al 25 maggio 1952.

## Risultati

### Turno preliminare
Le squadre partecipanti vengono divise in 3 gironi da 4. Le prime due di ogni girone accedono al gruppo per le medaglie, mentre le rimanenti squadre, accedono al girone di classificazione dal 7º al 12º posto.

#### Gruppo A
| Team              | V - P | Pts | PF - PS   | +/- |
| ----------------- | ----- | --- | --------- | --- |
| 1. Cecoslovacchia | 3 - 0 | 6   | 173 - 119 | +54 |
| 2. Bulgaria       | 1 - 2 | 4   | 143 - 139 | +4  |
| 3. Francia        | 1 - 2 | 4   | 138 - 153 | −15 |
| 4. Romania        | 1 - 2 | 4   | 90 - 133  | −43 |

| Mosca 18 maggio 1952, ore 13:00 UTC+3 | Cecoslovacchia | 56 – 47 (33-22) | Bulgaria |  |

| Mosca 18 maggio 1952, ore 17:00 UTC+3 | Francia | 45 – 28 (34-15) | Romania |  |

| Mosca 19 maggio 1952, ore 16:20 UTC+3 | Romania | 34 – 33 (16-20) | Bulgaria |  |

| Mosca 19 maggio 1952, ore 17:40 UTC+3 | Cecoslovacchia | 62 – 44 (30-21) | Francia |  |

| Mosca 20 maggio 1952, ore 16:50 UTC+3 | Cecoslovacchia | 55 – 28 (36-18) | Romania |  |

| Mosca 20 maggio 1952, ore 19:50 UTC+3 | Bulgaria | 63 – 49 (23-24) | Francia |  |

#### Gruppo B
| Team         | V - P | Pts | PF - PS   | Diff |
| ------------ | ----- | --- | --------- | ---- |
| 1. Ungheria  | 3 - 0 | 6   | 216 - 67  | +149 |
| 2. Italia    | 2 - 1 | 5   | 128 - 110 | +18  |
| 3. Austria   | 1 - 2 | 4   | 89 - 150  | −61  |
| 4. Finlandia | 0 - 3 | 3   | 77 - 183  | −106 |

| Mosca 18 maggio 1952 | Italia | 18 – 58 (5-29) | Ungheria |  |

| Mosca 18 maggio 1952, ore 14:30 UTC+3 | Austria | 44 – 21 (25-18) | Finlandia |  |

| Mosca 19 maggio 1952, ore 12:20 UTC+3 | Finlandia | 28 – 79 (13-38) | Ungheria |  |

| Mosca 19 maggio 1952, ore 15:00 UTC+3 | Italia | 50 – 24 (30-17) | Austria |  |

| Mosca 20 maggio 1952, ore 12:20 UTC+3 | Italia | 60 – 28 (25-15) | Finlandia |  |

| Mosca 20 maggio 1952, ore 13:50 UTC+3 | Ungheria | 79 – 21 (38-14) | Austria |  |

#### Gruppo C
| Team                | V - P | Pts | PF - PS  | */-  |
| ------------------- | ----- | --- | -------- | ---- |
| 1. Unione Sovietica | 3 - 0 | 6   | 301 - 42 | +259 |
| 2. Polonia          | 2 - 1 | 5   | 162 - 98 | +64  |
| 3. Svizzera         | 1 - 2 | 4   | 87 - 152 | −65  |
| 4. Germania Est     | 0 - 3 | 3   | 77 - 183 | −106 |

| Mosca 18 maggio 1952, ore 15:40 UTC+3 | Svizzera | 22 – 40 (10-23) | Polonia |  |

| Mosca 18 maggio 1952, ore 18:20 UTC+3 | Germania Est | 4 – 133 (2-65) | Unione Sovietica |  |

| Mosca 19 maggio 1952, ore 13:40 UTC+3 | Svizzera | 53 – 8 (25-3) | Germania Est |  |

| Mosca 19 maggio 1952, ore 19:00 UTC+3 | Unione Sovietica | 64 – 26 (30-15) | Polonia |  |

| Mosca 20 maggio 1952, ore 15:20 UTC+3 | Germania Est | 12 – 96 (6-44) | Polonia |  |

| Mosca 20 maggio 1952, ore 18:20 UTC+3 | Svizzera | 12 – 104 (3-60) | Unione Sovietica |  |

### Girone Finale

#### Gruppo 1
| Team                | V - P | Pts | PF - PS  | +/- |
| ------------------- | ----- | --- | -------- | --- |
| 1. Unione Sovietica | 2 - 0 | 4   | 123 - 70 | +53 |
| 2. Cecoslovacchia   | 1 - 1 | 3   | 94 - 88  | +4  |
| 3. Ungheria         | 0 - 2 | 2   | 77 - 136 | −59 |

| Mosca 22 maggio 1952, ore 19:00 UTC+3 | Cecoslovacchia | 65 – 36 (27-19) | Ungheria |  |

| Mosca 23 maggio 1952, ore 19:00 UTC+3 | Ungheria | 41 – 71 (20-36) | Unione Sovietica |  |

| Mosca 25 maggio 1952, ore 16:00 UTC+3 | Cecoslovacchia | 29 – 52 (22-29) | Unione Sovietica |  |

#### Gruppo 2
| Team        | V - P | Pts | PF - PS  | +/- |
| ----------- | ----- | --- | -------- | --- |
| 1. Bulgaria | 2 - 0 | 4   | 120 - 81 | +39 |
| 2. Polonia  | 1 - 1 | 3   | 78 - 105 | −27 |
| 3. Italia   | 0 - 2 | 2   | 80 - 92  | −12 |

| Mosca 22 maggio 1952, ore 17:40 UTC+3 | Polonia | 42 – 35 (27-24) | Italia |  |

| Mosca 23 maggio 1952, ore 17:40 UTC+3 | Italia | 45 – 50 (20-29) | Bulgaria |  |

| Mosca 25 maggio 1952, ore 14:40 UTC+3 | Polonia | 36 – 70 (20-36) | Bulgaria |  |

#### Gruppo 3
| Team        | V - P | Pts | PF - PS | +/- |
| ----------- | ----- | --- | ------- | --- |
| 1. Francia  | 2 - 0 | 4   | 98 - 49 | +49 |
| 2. Svizzera | 1 - 1 | 3   | 65 - 71 | −6  |
| 3. Austria  | 0 - 2 | 2   | 43 - 86 | −43 |

| Mosca 22 maggio 1952, ore 16:20 UTC+3 | Austria | 25 – 34 (9-15) | Svizzera |  |

| Mosca 23 maggio 1952, ore 16:20 UTC+3 | Austria | 18 – 52 (9-17) | Francia |  |

| Mosca 25 maggio 1952, ore 13:20 UTC+3 | Svizzera | 31 – 45 (9-25) | Francia |  |

#### Gruppo 4
| Team            | V - P | Pts | PF - PS  | +/- |
| --------------- | ----- | --- | -------- | --- |
| 1. Romania      | 2 - 0 | 4   | 118 - 50 | +78 |
| 2. Finlandia    | 1 - 1 | 3   | 80 - 68  | +12 |
| 3. Germania Est | 0 - 2 | 2   | 42 - 122 | −80 |

| Mosca 22 maggio 1952, ore 15:00 UTC+3 | Finlandia | 45 – 27 (19-13) | Germania Est |  |

| Mosca 23 maggio 1952, ore 15:00 UTC+3 | Germania Est | 15 – 77 (7-44) | Romania |  |

| Mosca 25 maggio 1952, ore 12:00 UTC+3 | Finlandia | 35 – 41 (16-14) | Romania |  |

## Classifica finale
| Campione d'Europa | Campione d'Europa | Campione d'Europa |
| --- | ----------------- | --- |
| Unione Sovietica3 Nazarenko, 4 Maksimova, 5 Mament'eva, 6 Kopylova, 7 Alekseeva, 8 Rjabuškina, 9 Moiseeva, 10 Urdang, 11 Stasjuk, 12 Lobanova, 13 Stepina, 14 Uztupe, 15 Gomel'skaja, 16 Otsa, All. Konstantin Travin |                   | |
| Argento | Cecoslovacchia    | Cecoslovacchia3 Blahoutová, 4 Frágnerová, 5 Kolářová, 7 Šandová, 8 Kopanicová, 9 Hubálková, 10 Holešovská, 11 Tomášková, 12 Kasová, 13 Kopáčková, 14 Vaigentová, 15 Dobrá, 16 Havlíková, 19 Neubauerová, All. Lubomír Dobrý |
| Bronzo | Ungheria          | UngheriaBárány, Domonkos, I. Fekete, M. Fekete, Kardos, Nagy, Pirik, Rohonczi, Á. Szabó, M. Szabó, Szekendi, Tasi, Várkonyi, All. János Gyimesi                                                                             |
| 4. | Bulgaria          | Bulgaria3 Todorova, 4 Ivanova, 5 Kalčinova, 6 Andrejeva, 7 Damjanova, 9 Savova, 10 Džambazova, 11 Vojnova, 12 Gyoševa, 13 Simanova, 14 Čalăškanova, 16 Kirova, 17 Georgieva, All. Veselin Temkov                            |
| 5. | Polonia           | Polonia3 Kowalówka, 4 Zakrzewska, 5 Mamińska, 6 Czopek, 7 Kamecka, 8 Beyer, 9 Łaptaś, 10 Kowalczyk, 11 Silska, 12 Rogowska, 13 Pachlowa, 14 Parszniak, 18 Powicka, 19 Kapałczyńska, All. Florian Grzechowiak                |
| 6. | Italia            | Italia3 Serpellon, 4 Sommi, 5 L. Ronchetti, 6 Baitz, 7 F. Ronchetti, 8 Caciolli, 9 Buttini, 10 Tommasini, 11 Santoro, 12 Rozzo, 13 Neri, 14 Pasquali, 15 Bradamante, 16 Zupancich, All. Enrico Garbosi                      |
| 7. | Francia           | Francia3 Chambenoit, 4 Marfaing, 5 Golhen, 6 Biny, 7 Colchen, 8 Savelli, 9 Tavert, 10 Pezin, 11 Henry, 12 Neyraud, 13 Limousin, 14 Haessig, 15 Béjaud, 16 Nebot, All. Robert Busnel                                         |
| 8. | Svizzera          | Svizzera3 Pfeuti, 4 Tirfor, 5 Schroeder, 6 Bärtschi, 7 Guichard, 8 Damon, 9 Feller, 10 Leimgruber, 11 Rondel, 12 Loyakommo, 13 Gudzari, 14 Bose, 15 Chevalier, 16 Tsand, All. -                                             |
| 9. | Austria           | Austria3 Ivan, 4 Hantschel, 5 Vsudybyl, 6 Pass, 8 Dambock, 9 Girtsenberger, 10 Pitsch, 13 Vahra, 14 Unzeitig, 15 Krappel, 16 Bohmann, 17 Buzik, 19 Kuhas, All. -                                                            |
| 10. | Romania           | RomaniaVasiliu, Dorobat, Vaisenburger, Cristea, Rostash, Beretski, Pencz, Niculescu, Zoldi, Halasz, Tomescu, Ferencz, Sebestien, All. -                                                                                     |
| 11. | Finlandia         | Finlandia3 Lamminpää, 4 Hakola, 5 Kenkkilä, 6 Koiso-Kanttila, 7 Kortelainen, 8 Eskelinen, 9 Tähtinen, 10 Lanne, 11 Salminen, 12 Vehkaoja, 13 Satomaa, 14 Nieminen, 15 Viitanen, 16 Saarinen, All. Pentti Mattila            |
| 12. | Germania Est      | Germania Est3 Hellmann, 4 Borrmann, 5 Bach, 6 Wiegner, 7 Prall, 8 Petersohn, 9 Limburg, 10 Wojach, 11 Schmitz, 12 Sandé, 13 Kalitzky, 14 Kowalewski, 15 Segeletz, 16 Schubert, All. Hans Jähne                              |